# Pepper X
Pepper X är en chili utvecklad av amerikanska chiliodlaren Ed Currie i Rock Hill, South Carolina, USA. Den hade 2023 bekräftats av Guinness rekordbok som den då starkaste chilin i världen med 2,69 miljoner scovillegrader.